# Lingua mirandese
La lingua mirandese (nell'originale: lhéngua mirandesa; in portoghese: língua mirandesa o mirandês) è una lingua asturiano-leonese parlata nel nord-est del Portogallo.

## Distribuzione geografica
Secondo Ethnologue, nel 2000 erano censiti 15.000 locutori di mirandese stanziati nel Portogallo nordorientale, nell'Alto Trás-os-Montes, a Miranda do Douro, Vimioso e al confine con la Spagna.

### Lingua ufficiale
Il parlamento portoghese ha garantito il suo riconoscimento ufficiale il 17 settembre 1998 con la legge 29 gennaio 1999, n. 7.
Tuttora è lingua co-ufficiale assieme al portoghese a Vimioso, Mogadouro, Macedo de Cavaleiros e Braganza tutti nel distretto di Braganza, parte della regione storica del Trás-os-Montes e Alto Douro.

## Storia
Il mirandese ha fonologia, morfologia e sintassi distinte da quelle portoghesi, ed è stata distinta almeno dalla formazione del Portogallo (XII secolo).
Ha le sue radici nel latino volgare del nord della penisola iberica (portoghese sviluppato nel nordovest). È un discendente dell'antico leonese dell'Iberia settentrionale, l'ultimo residuo dell'antica lingua del Regno di León e anche, ma più lontanamente, nelle lingue delle Asturie. Comunque, queste contiguità col territorio spagnolo non hanno influenzato il mirandese, che si mantiene linguisticamente distinto in rapporto sia al portoghese che allo spagnolo. Condivide però molto del lessico con i dialetti regionali portoghesi.
Nel XIX secolo, José Leite de Vasconcelos, lo descriveva come "la lingua delle fattorie, del lavoro, della casa, e dell'amore tra i mirandesi".
Dal 1986/1987 la lingua è insegnata agli studenti tra i 10 e gli 11 anni, e il linguaggio è stato recuperato.
Oggi il mirandese conta meno di 5.000 parlanti (ma il numero raggiunge i 15.000 se consideriamo coloro che lo parlano come seconda lingua) nei paesi del Comune di Miranda do Douro e in altre località orientali (per esempio Vilar Seco & Angueira; a Caçarelhos è considerata una lingua recentemente estinta) del Comune di Vimioso. Si nota un certo influsso linguistico in altri paesi del comune di Vimioso e dei comuni di Mogadouro, Macedo de Cavaleiros e Braganza.
La lingua mirandese consta di tre varietà: il "mirandese di frontiera", "il mirandese centrale" e il "mirandese sendinese". La maggior parte dei parlanti conosce anche il portoghese e alcuni di questi parlano anche lo spagnolo. Picote (Picuote in mirandese) è l'unica località in cui si parla fondamentalmente solo il mirandese e, per questo motivo, sono stati realizzati diversi servizi giornalistici su questo paese, dal momento che è divenuto motivo di curiosità in uno Stato dove si parla soltanto il portoghese.
Le differenze principali fra il mirandese in Portogallo e l'asturiano in Spagna sono dovute alle lingue dominanti di ciascuna regione: il mirandese è stato influenzato a livello fonetico e lessicale dal portoghese e l'asturiano dallo spagnolo, anche perché entrambe le lingue hanno un'ortografia peculiare che riflette le lingue nazionali principali dal punto di vista fonetico. Un'altra differenza è costituita dal fatto che, mentre il mirandese è rimasto molto conservativo, l'asturiano si è evoluto; in passato queste due lingue erano indubbiamente una lingua sola. Le differenze fra mirandese e lingua leonese sono, però, molto meno significative che con l'asturiano. Mirandese e leonese sono lingue, all'interno del proprio dominio linguistico, molto più vicine.

## Confronto linguistico
| Mirandese: | Asturiano: | Leonese: | Galiziano: | Portoghese: | Catalano: | Spagnolo: | Italiano: | Sardo Logudorese: | Sardo Campidanese: |
| Muitas lhénguas ténen proua de ls sous pergaminos antigos, de la lhiteratura screbida hai cientos d'anhos i de scritores hai muito afamados, hoije bandeiras dessas lhénguas. Mas outras hai que nun puoden tener proua de nada desso, cumo ye l causo de la lhéngua mirandesa. | Munches llingües tienen arguyu de los sos pergaminos antiguos, de la lliteratura escrito hai cientos d'años y d'escritores perfamosos, anguaño banderes d'eses llingües. Pero hai otres que nun puen tener arguyu de nada d'eso, como ye el casu de la llingua mirandesa. | Muitas llinguas tien arguyu de los sous pergaminos antigos, de la lliteratura escrita hai cientos d'años y d'escritores enforma famosos; guei bandeiras d'eisas llinguas. Peru hai outras que nun pueden tenere arguyu de nada d'eisu, comu ye'l casu de la llingua mirandesa. | Moitas linguas teñen orgullo dos seus pergamiños antigos, da literatura escrita por centos de anos e escritores moi famosos, bandeiras de linguas hoxe. Mais hai outros que non poden presumir de nada, como é o caso da lingua mirandesa. | Muitas línguas têm orgulho dos seus pergaminhos antigos, da literatura escrita há centenas de anos e de escritores muito famosos, hoje bandeiras dessas línguas. Mas há outras que não podem ter orgulho de nada disso, como é o caso da língua mirandesa. | Moltes llengües estan orgullosos dels seus pergamins antics, literatura escrita per centenars d'anys i escriptors famosos, les banderes d'aquestes llengües en l'actualitat. Però hi ha altres que no poden estar orgullosos de res d'això, com és el cas de la llengua mirandesa. | Muchos idiomas tienen orgullo de sus antiguos pergaminos, de literatura escrita hace cientos de años y de escritores muy famosos, hoy banderas de esas lenguas. Pero hay otras que no pueden tener orgullo de nada de eso, como es el caso de la lengua mirandesa. | Molte lingue sono orgogliose delle loro antiche pergamene, letteratura scritta per centinaia di anni e scrittori molto famosi, oggi bandiere di queste lingue. Ma ci sono altre che non possono essere orgogliose di niente di tutto ciò, come è il caso della lingua mirandese. | Limbas meda sunt orgogliosas de sos anticos rodulos issoro, de sa literadura iscrita pro chent'annos et iscritores famosos meda, banderas de custas limbas in dies de oe. Però b'at ateros chi non podent essere orgogliosos de nudda, che a sa limba mirandesa. | Lìnguas meda tenint orgògliu de suus antigus pergaminus, de sa literadura iscrita po centinas de annus i de iscritoris famosus meda, oi banderas de cussas linguas. Però du-i funti atras ca non podint tenni orgògliu de nudda, che a sa lìngua mirandesa. |

Mappa cronologica dell'evoluzione linguistica nell'Europa sudoccidentale dall'anno 1000 all'anno 2000